# Vụ hỏa hoạn Grenfell Tower
Vụ hỏa hoạn Grenfell Tower là một vụ hỏa hoạn lớn bắt đầu ngay khoảng 00:54 giờ BST (UTC +1) vào ngày 14 tháng 6 năm 2017 tại Grenfell Tower cao 24 tầng, một chung cư thuộc diện Nhà ở xã hội ở Bắc Kensington, một khu vực khá giả, thuộc Tây Luân Đôn, Anh.
Có ít nhất 200 nhân viên cứu hỏa và 45 xe cứu hỏa đã đến hiện trường, nhưng đã không chế ngự được đám cháy. Cư dân của các tòa nhà xung quanh đã được di tản khỏi tòa nhà vì sợ nó có thể sụp đổ.
Đã có thông báo rằng nhiều người có thể đã bị mắc kẹt trong lửa. Các quan chức xác nhận đã có tử vong nhưng họ đã không thể xác định có bao nhiêu người đã chết. Lửa ở tầng trên và lo ngại cấu trúc có thể sụp đổ đang cản trở nỗ lực tìm kiếm và phục hồi.
Người ta tin rằng có tới 600 người ở 120 căn hộ loại có một và hai phòng ngủ vào thời điểm xảy ra hoả hoạn. Sáu mươi lăm người đã được cứu hoả cứu hộ. Bảy mươi bốn người đã được xác nhận là ở năm bệnh viện trên khắp Luân Đôn, 17 trong số đó đang trong tình trạng nguy kịch. Các tìm kiếm phải được dừng lại trong một khoảng thời gian vào ngày 16 tháng 6 năm 2017 vì tòa nhà không an toàn, nhưng các nhân viên cứu hộ đã có thể vào ngày 17 tháng 6 năm 2017 và đạt tới tầng trên cùng. Nguyên nhân của lửa vẫn chưa được biết. Tốc độ lan truyền lửa được cho là đã được hỗ trợ bởi lớp vỏ ngoài bên ngoài của tòa nhà.
Thị trưởng thành phố Luân Đôn, Sadiq Khan, đã chỉ trích các hướng dẫn an toàn, đặc biệt là những người bảo mọi người ở lại căn hộ của họ cho đến khi được cứu hộ bởi các cơ quan cứu hỏa. Lời khuyên này đã gây tử vong cho những ai quan tâm đến nó, vì nó dựa trên giả định rằng các dịch vụ chữa cháy có thể chứa lửa trong nội thất của tòa nhà, điều này là không thể nếu ngọn lửa lan truyền nhanh chóng qua bên ngoài của tòa nhà. Kể từ năm 2013, tổ chức cư dân Grenfell Action Group đã nhiều lần bày tỏ mối quan tâm về an toàn hỏa hoạn và đã cảnh báo quản lý của block vào tháng 11 năm 2016 rằng chỉ có một trận hỏa hoạn thảm khốc cuối cùng sẽ buộc họ phải xử lý các biện pháp phòng ngừa cháy và duy trì các hệ thống chống cháy đúng cách. Vào ngày 16 tháng 6 năm 2017, Thủ tướng Theresa May tuyên bố một quỹ 5 triệu bảng dành cho các nạn nhân của hỏa hoạn.

## Grenfell Tower

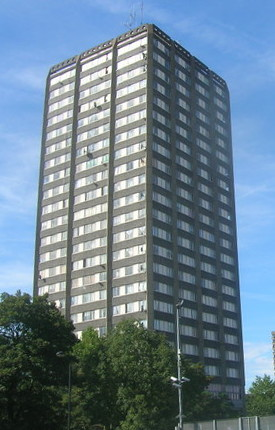
Grenfell Tower năm 2009

Grenfell Tower đã được hoàn thành vào năm 1974. Nó có 120 căn hộ. Tòa nhà này này thuộc quản lý bởi Kensington và Tổ chức Quản lý Ngư dân Chelsea (KCTMO), tổ chức quản lý người thuê nhà lớn nhất ở Anh, thay mặt Kensington và Hội đồng quận Chelsea Luân Đôn.
Kế hoạch cho một "dự án tái tạo" cho tòa nhà được công bố vào năm 2012. Là một phần của dự án, trong giai đoạn 2015-2016, cấu trúc bê tông được cải hoán để lắp các cửa sổ mới và vỏ bọc bằng nhôm mới với cách nhiệt. Công trình được thực hiện bởi Harley Facades với chi phí 2.600.000 bảng Anh. Sau vụ hỏa hoạn, cuộc tranh cãi đã được thảo luận về việc liệu vỏ bọc bằng cách nào đó đã góp phần vào vụ tai họa.

## Nguyên nhân
Cảnh sát Anh đưa ra nhận định với BBC rằng cụ cháy xuất phát từ một chiếc tủ lạnh Hotpoint sản xuất trong khoảng thời gian 2006-2009.

## Biện pháp an toàn phòng chống cháy nổ
Sau vụ cháy cơ quan an toàn phòng chống cháy nổ Vương quốc Anh đã kiểm soát các tòa cao tầng. Hiện có 34 tòa nhà ở cả Manchester và Portmouth không đạt được tiêu chuẩn. Tại 13 tòa nhà chất liệu bọc bên ngoài tòa nhà nên được tháo gỡ ngay lập tức. Tối ngày 23.6, 4 ngàn người đã phải rời khỏi nhà tới ở tạm tại khách sạn, các khu nhà ở tạm, hay ở với bạn bè, người thân.